# Salvador Montes de Oca
Salvador Montes de Oca (Carora, 21 ottobre 1895 – Montemagno di Camaiore, 7 settembre 1944) è stato un vescovo cattolico venezuelano, poi novizio certosino, ucciso dalle SS in Italia con undici compagni durante la seconda guerra mondiale nella strage di Farneta.

## Biografia

### I primi anni
Salvador Montes de Oca nacque nella cittadina di Carora, nel comune di Torres, a poca distanza da Barquisimeto, capoluogo dello Stato di Lara in Venezuela, il 21 ottobre 1895; era uno dei cinque figli di Andrés Montes de Oca Zubillaga e di Doña Rosario Montes de Oca Perera.
Dopo gli studi primari nella città natale, allievo di Lucio Montes de Oca, entrò nel seminario di Barquisimeto e, dopo essere stato notato per le notevoli qualità sia personali che di studio dal suo vescovo diocesano Aguedo Felipe Alvarado Liscano, nel 1914 fu da lui accompagnato a Roma per continuare la preparazione presso il Pontificio Collegio Pio Latino Americano. Si trattenne in Italia diversi anni per poi fare ritorno in Venezuela, terminndo gli studi presso il Seminario arcivescovile "Santa Rosa da Lima" di Caracas.
Ordinato sacerdote il 14 maggio 1922 a Barquisimeto dal vescovo Alvarado Liscano, celebrò la prima Messa a Carora, sua città natale. A Barquisimeto divenne segretario del vescovo, direttore spirituale del seminario diocesano "della Pastora" e cappellano del Santuario della Paz.

### Vescovo di Valencia
Alla morte del primo vescovo di Valencia, Francisco Antonio Granadillo, avvenuta il 23 gennaio 1927, il Congresso venezuelano inserì il nome di Salvator Montes de Oca nella terna di nomi presentata al papa, nonostante fosse ancora trentaduenne e fossero trascorsi appena cinque anni dalla sua ordinazione sacerdotale; fu quindi nominato da papa Pio XI il 20 giugno di quell'anno secondo vescovo di Valencia, capitale dello Stato di Caraboto e terza città del Venezuela. La consacrazione avvenne il successivo 23 ottobre per mano del nunzio apostolico Fernando Cento, arcivescovo titolare di Seleucia Pieria e futuro cardinale, assistito da Marcos Sergio Godoy, vescovo di Zulia, e da Enrique María Dubuc Moreno, vescovo di Barquisimeto.
Nei due anni successivi Montes de Oca assunse delle nette posizioni di difesa dei perseguitati politici e dei carcerati per gli stessi motivi, scontrandosi con le autorità sia locali che nazionali. Il 4 ottobre 1929 fece leggere in tutte le parrocchie della sua diocesi il suo scritto Istruzione sul matrimonio, nel quale ricordava la posizione della Chiesa sull'indissolubilità dello stesso. Il testo fu pubblicato anche,  sul giornale diocesano El Observador, provocando uno scontro frontale con il governo venezuelano presieduto da Juan Bautista Pérez, insediatosi il 30 maggio 1929 ma considerato un governo fantoccio in realtà controllato dal ventennale potere dittatoriale di Juan Vicente Gómez, comandante in capo dell'esercito e già presidente della Repubblica. Tale scontro portò all'espulsione di Montes de Oca, con atto firmato da Pérez, l'11 ottobre successivo, con l'accusa di ribellione contro la sovranità nazionale.
Il vescovo, che aveva portato una copia del suo scritto al quotidiano La Religión di Caracas affinché fosse pubblicato e avesse così una più ampia diffusione, fu arrestato a Los Teques e obbligato a imbarcarsi nel porto di La Guaira su un vapore diretto a Port of Spain, nell'isola di Trinidad, all'epoca colonia appartenente al Regno Unito. Qui fu accolto fraternamente dall'arcivescovo di Port of Spain, il domenicano irlandese John Pius Dowling, e dai Padri Domenicani dell'isola, e prese la decisione di occuparsi dell'assistenza spirituale dei circa quattromila cattolici di lingua spagnola residenti a Trinidad; successivamente però fu costretto a partire per l'Europa.
L'espulsione del vescovo di Valencia creò una forte tensione tra il governo e l'episcopato del Venezuela: il nunzio apostolico, Fernando Cento, presentò al presidente della Repubblica una nota di protesta il 12 ottobre, giorno successivo al decreto di espulsione, cui seguì il 16 ottobre quella dell'arcivescovo di Caracas Felipe Rincón González. A tal proposito ebbe inizio una lunga serie di incontri tra le parti nel tentativo di trovare una soluzione al problema, che risultava estremamente scomodo per il governo venezuelano. La questione fu risolta soltanto quando, rimosso dalla presidenza Pérez, tornò al potere il 13 luglio 1931 il generale Juan Vicente Gómez che, sotto forti pressioni interne, il successivo 3 agosto revocò l'espulsione di Montes de Oca e lo autorizzò a tornare in patria. Il 10 ottobre 1931 Salvador Montes de Oca sbarcò quindi nel porto di La Guaira per poi riprendere la sua attività pastorale.
Il 18 marzo 1934 partì per Roma per la visita ad limina a papa Pio XI, ma soffrì di un violento attacco di peritonite. Nel frattempo iniziarono a giungere in Vaticano una serie di calunnie contro di lui, aventi origine nella stessa Valencia, che lo portarono il 22 dicembre 1934 a lasciare, da Roma, il governo della diocesi, che rimase vacante per quasi tre anni fino al 29 agosto 1937, quando venne nominato come suo successore Gregorio Adam Dalmau; fu tuttavia nominato vescovo titolare di Bilta.
In Italia entrò prima nella Congregazione del Santissimo Sacramento, meglio conosciuta come Padri Sacramentini, ma successivamente, desiderando una vita più austera dedicata alla preghiera e alla solitudine e al silenzio, optò per l'ordine certosino. Nel 1940 rinunziò anche al titolo vescovile di Bilta.

### La morte

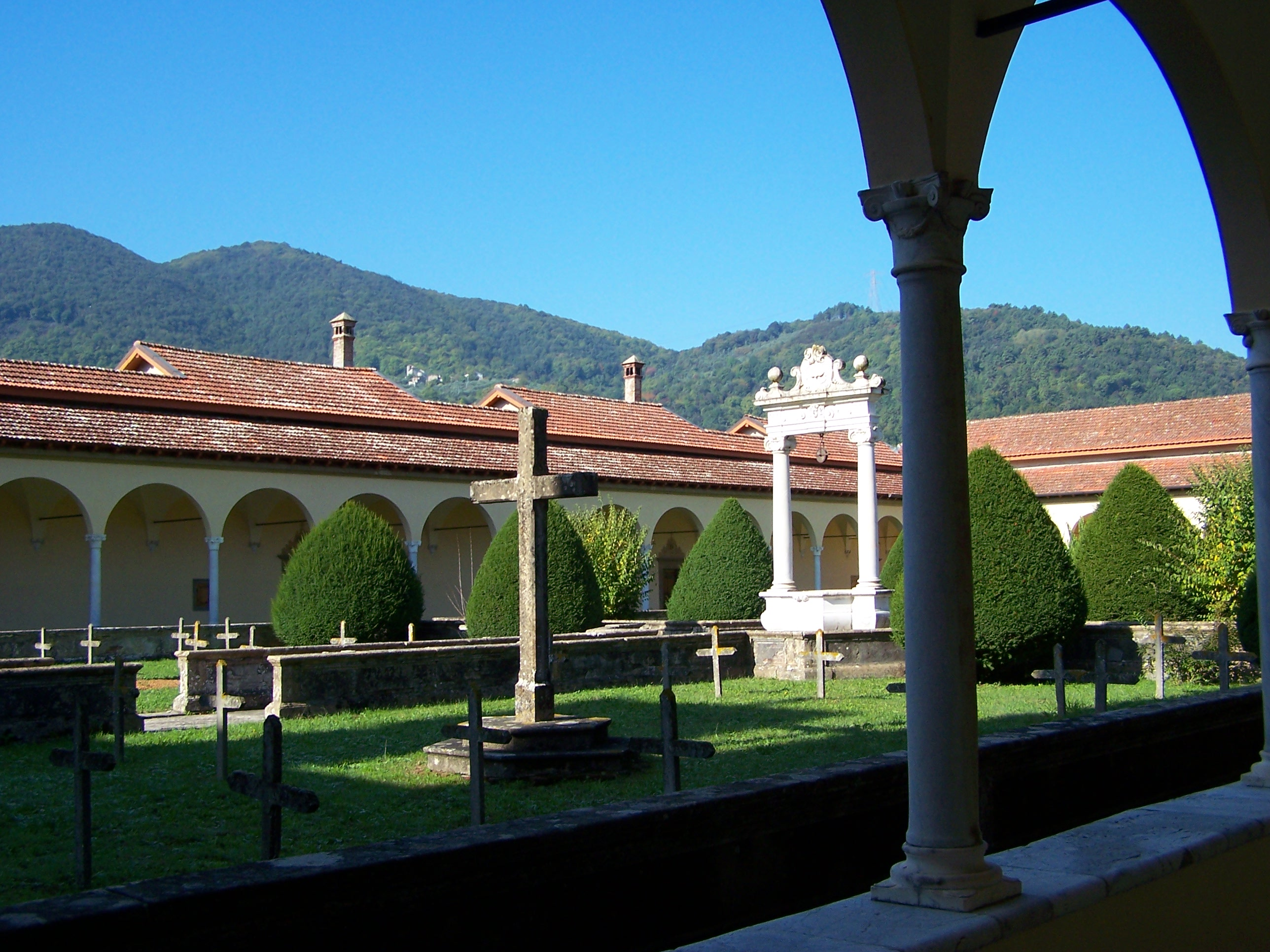
Certosa di Farneta

Nel 1943 diventò novizio con il nome di padre Bernardo presso la Certosa dello Spirito Santo a Farneta, a sette chilometri da Lucca.
In quel periodo, nei pressi della Certosa si venne a trovare un reparto di rifornimento della 16. SS-Panzergrenadier-Division "Reichsführer-SS" e spesso i soldati tedeschi si recavano dai monaci per chiedere del cibo; inoltre si servivano saltuariamente del contributo come interprete del maestro dei novizi, dom Pio Egger, svizzero di lingua tedesca, anche al di fuori del monastero. Durante gli anni della seconda guerra mondiale i monaci della Certosa non esitavano ad aprire le porte del monastero a sfollati, ebrei e perseguitati politici, senza distinzione di partiti, di nazionalità e di religione; i tedeschi si insospettirono per alcune presenze ritenute "non permesse dalle leggi germaniche" all'interno del cenobio.
Alle 23:15 della notte tra il 1º e il 2 settembre 1944, mentre i monaci si apprestavano a cantare il mattutino, bussò al portone della Certosa il sergente Eduard Florin, conosciuto dall'anziano fratello converso portinaio Michele Nota; con la scusa di consegnare un pacco urgente si fece aprire, e subito un drappello di una ventina di soldati fece irruzione perquisendo l'intero complesso e radunando i monaci e i civili, che non riuscirono a fuggire o a nascondersi, in una stanza della portineria. Il mattino seguente i militari tedeschi obbligarono i religiosi a togliersi il saio e ad indossare abiti civili; quindi un gruppo, composto dal priore don Martino Binz e da padre Egger, viene trasferito con un camion a Nocchi di Camaiore, nel capannone di un vecchio frantoio, dove, la sera stessa, furono raggiunti dagli altri prigionieri provenienti dalla certosa.
Per alcuni giorni i reclusi furono sottoposti ad atti di violenza nel vecchio frantoio, e solo la mattina del 6 settembre il gruppo dei monaci certosini venne diviso in due gruppi: quelli "abili al lavoro", da deportare in Germania, e gli invalidi, da eliminare. Il padre priore, il maestro dei novizi, oltre al procuratore don Antonio Costa e al novizio Bernardo Salvador Montes de Oca, furono condotti alla Rocca Malaspina di Massa, usata all'epoca come carcere. Il giorno seguente, 7 settembre, i prigionieri furono costretti ad affrontare un lungo percorso a piedi, nel corso del quale il priore Binz e don Bernardo, con i polsi legati dal fil di ferro, furono uccisi a colpi di mitra alle spalle perché incapaci di camminare: i loro corpi furono cosparsi di benzina e dati alle fiamme, poi gettati in un fosso e coperti da poche palate di terra.
Gli altri dieci certosini, in età compresa tra i 39 e i 74 anni, furono trucidati la mattina del 10 settembre in quello che è conosciuto come la strage di Farneta, parte di una più ampia operazione di sterminio dei prigionieri denominata strage delle Fosse del Frigido che avvenne proprio nei giorni 10 e 16 settembre: in gruppetti di due o tre per volta furono prelevati con una camionetta e trasportati nel luogo designato, fatti scendere e uccisi con un colpo alla testa dopo essere stati impiccati con del filo spinato.
I certosini presenti a Farneta al momento dell'irruzione tedesca erano 28. Di essi 16, riconosciuti validi al lavoro, dopo essere stati rinchiusi nella caserma Dogali di Carrara dove furono sottoposti a violenze, furono poi avviati al campo di concentramento di Fossoli. Il vescovo di Carpi, il cappuccino Vigilio Federico Dalla Zuanna, ottenne dal comando tedesco che partissero per la Germania solamente i dieci "fratelli laici", pratici del lavoro manuale, i quali furono deportati a Berlino per essere liberati solamente nel febbraio del 1945; gli altri, sacerdoti o studenti, furono affidati in custodia al vescovo e quindi salvati.
Il sergente Florin, processato dal Tribunale militare di Bologna nel 1948, fu assolto per non aver commesso il fatto; il tenente Hermann Langer, diretto superiore di Florin, assolto in primo grado dal Tribunale militare di La Spezia il 10 dicembre 2004, in appello fu riconosciuto colpevole e condannato in contumacia all'ergastolo, sentenza emessa nel 2005 da un tribunale militare italiano a Roma.
Nel 1954, a dieci anni dai tragici avvenimenti di Farneta, il Comune di Lucca fece apporre una lapide alla porta principale della Certosa con il seguente testo:
“Nei tristi giorni della servitù, vi fu chi cercò salvezza dalla incombente minaccia di morte fra queste mura, che solo conoscono la pietà e la vita dello spirito, ma ogni speranza fu travolta e alla cecità della violenza si aggiunse la beffa del lusinghevole inganno e del cinico tradimento.

Nel decennale della Liberazione il Comune di Lucca e il Comitato cittadino.”
La notizia della tragica uccisione di Salvador Montes de Oca giunse in Venezuela l'anno successivo, provocando un'ondata di commozione e di sincero dolore tra quanti lo avevano conosciuto.

### Il ritrovamento del corpo e la sepoltura
Nel 1947, dopo lunghe ricerche in vari cimiteri della zona, in quello di Montemagno, frazione di Camaiore in provincia di Lucca, con la collaborazione di don Antonio Palazzi, certosino sfuggito al massacro, e al paziente lavoro del medico, dottor Andrea Mariotti, furono identificati i resti del padre priore e del vescovo venezuelano, quest'ultimo identificato soprattutto attraverso il calco dentale e gli oggetti a lui appartenuti, quali il breviario che aveva con sé al momento dell'assassinio.
Dopo un rito funebre celebrato nella chiesa parrocchiale di Montemagno, i pochi resti furono riportati in Venezuela da monsignor Rotundaro, che fu, a suo tempo, uno dei seminaristi del vescovo di Valencia, giungendo, nel porto di La Guaira l'11 giugno 1947. Un solenne rito funebre fu celebrato prima a Caracas e successivamente anche a Valencia, dove i resti furono inumati sotto l'altare maggiore della cattedrale diocesana di Nostra Signora del Soccorso.
Numerose vie e una piazza di Valencia con una grande statua in marmo e bronzo furono titolate al suo nome, e il 5 settembre 2001 Montes de Oca ricevette la medaglia d'oro al merito civile postuma, concessa dal Presidente della Repubblica Italiana Carlo Azeglio Ciampi; ricordato come il "Vescovo Martire", si chiede da tempo l'apertura del processo di beatificazione.

## Genealogia episcopale
La genealogia episcopale è:
- Cardinale Scipione Rebiba
- Cardinale Giulio Antonio Santori
- Cardinale Girolamo Bernerio, O.P.
- Arcivescovo Galeazzo Sanvitale
- Cardinale Ludovico Ludovisi
- Cardinale Luigi Caetani
- Cardinale Ulderico Carpegna
- Cardinale Paluzzo Paluzzi Altieri degli Albertoni
- Papa Benedetto XIII
- Papa Benedetto XIV
- Papa Clemente XIII
- Cardinale Bernardino Giraud
- Cardinale Alessandro Mattei
- Cardinale Pietro Francesco Galleffi
- Cardinale Filippo de Angelis
- Cardinale Amilcare Malagola
- Cardinale Giovanni Tacci Porcelli
- Cardinale Fernando Cento
- Vescovo Salvador Montes de Oca

## Onorificenze
Dei dodici monaci certosini, sei padri e sei conversi, uccisi nella Strage di Farneta, undici hanno ricevuto, il 5 settembre 2001, la Medaglia d'Oro al Merito Civile, concessa dal Presidente della Repubblica Italiana, Carlo Azeglio Ciampi, mentre a padre Antonio Costa è stata conferita la Medaglia d'Oro al Valor Militare.
Essi sono: 
- padre Martino Binz, svizzero, priore della comunità, 65 anni
- padre Antonio Costa italiano, procuratore, 46 anni
- padre Pio Maria Egger, svizzero, maestro dei Novizi, 39 anni
- padre Adriano Compagnon, francese, fratello laico, 70 anni
- padre Benedetto Lapuente, spagnolo, sacerdote, sacrista della certosa, 70 anni
- padre Bernardo Montes de Oca, vescovo venezuelano, novizio, 49 anni
- fra Adriano Clerc, svizzero, fratello laico, 74 anni
- fra Alberto Rosbach, tedesco, fratello laico, 74 anni
- fra Giorgio Maritano, italiano, fratello laico, 62 anni
- fra Michele Nota, italiano, fratello laico, 56 anni
- fra Bruno D'Amico, italiano, fratello laico, 60 anni
- fra Raffaele Cantero, spagnolo, fratello laico, 47 anni